# 珠鏈棋
珠鏈棋（Abande）是德國人Dieter Stein於2005年推出的兩人棋類，是種疊棋類遊戲。

## 棋具
- 棋盤有兩種：
  - 4*4*4線交叉的六角棋盤，共三十七個棋點。
  - 7*7縱橫斜線交叉的正方棋盤，斜線交叉不為棋點，共四十九個棋點。

- 棋子為平扁狀，可堆疊其他棋子，以兩色區分敵我，每方各十八枚。

## 規則
- 術語：
  - 棋疊：指堆疊在同一棋位的任何方棋子，層數至少為一，最多到三。操作權屬於頂端棋子的所有者。
  - 棋群是指以鄰點相連的所有方棋子。

- 每方回合有從以下三種動作選擇之一：
  - 放子：把一枚己棋放在空棋點。除先行方第一著外，其餘都需放在有棋子的鄰點。
  - 蓋移：把一枚己棋移動一格至層數一或二的任何方棋疊，但不可以使棋群分成兩個以上。
  - 虛著：如果已無棋子可放，可選擇放棄不動。

- 兩方連續虛手後，遊戲結束，移除鄰點沒有敵方棋疊的己方棋疊，然後計算剩下己方棋疊的總層數，一層一分，多分者勝[1]。

## 外部連結
- 遊戲介紹 （页面存档备份，存于）
- 實戰棋譜 （页面存档备份，存于）
- 線上對弈 （页面存档备份，存于）
- 遊戲下載[永久]